# 冷啟動 (軍事理論)
冷啟動（英語：Cold Start），是印度軍方針對印度與巴基斯坦發生戰爭時的軍事理論。它的設想圍繞快速部署“一體化作戰群”和“諸軍兵種協同作戰”概念。冷啟動原則的目地是允許印度的常規部隊進行快速攻擊，防止巴基斯坦在印巴戰爭時使用核武器。 印度官方過去否認印度軍方採取「冷啟動」的軍事理論，但是印度陸軍參謀長比平·拉瓦特將軍2017年1月接受訪問時承認了「冷啟動」軍事理論。
印度陸軍“冷啟動”作戰理論參考和借鑒了美軍“空地一體”作戰理論和“快速決定性”作戰理論模式。其實質是採取先發制人的戰略，通過一系列快速猛烈的進攻作戰，在對方境內殲滅敵軍，爭取在最短的時間內實現作戰目的。